# محمد اللاله زاري
محمد اللاله زاري (ت. 1204 ه‍ـ / 1790 م) هو متكلم، صوفي من القضاة.
هو محمد طاهر بن محمد بن أحمد الإستانبولي الحنفي، الشهير بلاله زاري.

## آثاره
من آثاره:
- الجواهر الزاهرة في شرح كلمات الغزالي.
- الجواهر القلمية في تسطير أسرار النورية في العقائد.
- دفع اعتراض راغب باشا الوزير في الفصوص.
- الكوكب الدري في شرح كلمات ابن مشيش.
- مجمع الأسرار الجواهر الروحانية في مطلع الأنوار الزواهر الريحانية في أنواع الأزهار.
- الميزان القويم شرح القسطاس المستقيم.[2]